# آلبرتو وینکلر
آلبرتو وینکلر (ایتالیایی: Alberto Winkler؛ ۱۳ فوریهٔ ۱۹۳۲ – ۱۴ ژوئن ۱۹۸۱) قایقران روئینگ اهل ایتالیا بود.